# Zosteretalia marinae
Zosteretalia marinae (Beguinot 1941 em. R.Tx. et Oberd. 1958) – syntakson w randze rzędu należący do klasy Zosteretea marinae. Do rzędu tego należą zbiorowiska podmorskie z roślinami kwiatowymi i glonami. 

## Charakterystyka
Zbiorowiska należące do tego rzędu tworzą charakterystyczne i często słabo zbadane „łąki podmorskie”. Zbiorowiska te budują glony oraz rośliny kwiatowe takie jak zostera morska (Zostera marina) i zostera drobna (Zostera noltii). Fitocenozy cechują się niskim poziomem organizacji.
WystępowanieZbiorowiska należące do tego rzędu występują w wielu miejscach strefy brzegowej mórz i oceanów na świecie i są często pospolite. W Polsce zbiorowiska należące do tego rzędu stwierdzono w Bałtyku.
Charakterystyczna kombinacja gatunków
ChCl., ChO. : zostera morska (Zostera marina), zostera drobna (Zostera noltii)
Podkategorie syntaksonomiczne
W obrębie syntaksonu wyróżniany jest następujący związek występujący w Polsce:
- Zosterion